# Adamsville (Ohio)
Pour les articles homonymes, voir Adamsville.
Adamsville est un village américain situé dans le comté de Muskingum, dans l'Ohio. Selon le recensement de 2010, sa population est de 114 habitants.